# Golden Tour
El Golden Tour es la decimoquinta gira musical de la artista australiana Kylie Minogue, en apoyo de su decimocuarto álbum de estudio, Golden (2018).

## Antecedentes
Para coincidir con el lanzamiento esperado del álbum, se anunció Kylie Presents Golden, una gira promocional que consta de una serie de conciertos en recintos más pequeños. Una nueva gira en arenas fue anunciada poco después el 23 de febrero de 2018, con fechas confirmadas en el Reino Unido e Irlanda. En una entrevista en Good Morning Britain, Minogue dijo que los shows serían divididos en "dos mitades", con un intervalo y una narrativa constante. Continúo diciendo que el setlist estaba mayoritariamente concretado, mencionando "Raining Glitter" y "Lost Without You" como actuaciones incluidas.
El 4 de septiembre, dos semanas antes de la noche de apertura de la gira, Minogue posteó un video de veintiún segundos de un desierto en sus cuentas de Twitter e Instagram, acompañado por música instrumental y una leyenda de '18.9.18'. Una serie de videos fueron publicados desde entonces en sus redes sociales.
El 17 de septiembre, Minogue confirmó que el acto de apertura del tour serían los DJs Sonic Youtha.

## Repertorio
Representa el show de apertura del 18 de septiembre de 2018 en Newcastle.
Section I – Desert Sunrise
1. «Intro» (introducción instrumental)
2. «Golden»
3. «Get Outta My Way»
4. «One Last Kiss» 1
5. «Better The Devil You Know»

Section II – The High And The Dry
1. «Blue Velvet» (Video Interludio)
2. «Confide In Me»
3. «I Believe In You» 2
4. «In Your Eyes»
5. «A Lifetime To Repair»

Section III – Nothing Behind Me, Everything Ahead Of Me
1. «Shelby '68»
2. «Radio On»
3. «Wow»
4. «Can't Get You Out of My Head» (contiene elementos de «The Chain»)

Intervalo
Section IV – At The Biker Rally
1. «Slow» (contiene elementos de «Being Boiled»)
2. «Kids»
3. «The One»
4. «Stop Me From Falling»

Section V – At The Picnic After The Biker Rally
1. «Wouldn't Change A Thing» (contiene elementos de «I Still Be Loving You»)
2. «Especially For You»
3. «Lost Without You»
4. «All the Lovers»

Section VI – Studio 54
1. New York City / Raining Glitter / On A Night Like This»
2. «Locomotion» (Contiene elementos de «Bad Girls»)
3. «Spinning Around»

Section VII – Encore: The Rider
1. «Love At First Sight»
2. «Dancing»

### Estadísticas
- Temas de Golden (9)
- Temas de Kiss Me Once (0)
- Temas de Aphrodite (2)
- Temas de X (2)
- Temas de Body Language (1)
- Temas de Fever (3)
- Temas de Light Years (3)
- Temas de Impossible Princess (1)
- Temas de Kylie Minogue (1)
- Temas de Let's Get To It (0)
- Temas de Rhythm Of Love (1)
- Temas de Enjoy Yourself (3)
- Temas de Kylie (1)
- Temas no pertenecientes a algún álbum de estudio: (3)

Notas
- 1One Last Kiss fue interpretada solo en la primera fecha en Newcastle.
- 2En la noche de apertura, Breathe fue interpretada luego de Confide In Me. Desde el segundo show, fue reemplazada por I Believe In You.
- Un fragmento a cappella de Where The Wild Roses Grow fue interpretado antes de In Your Eyes en los shows de Newcastle, Bournemouth y Cardiff.
- Un fragmento a cappella de Tears On My Pillow fue interpretado antes de In Your Eyes en los shows de Nottingham y Birmingham.
- Je Ne Sais Pas Pourquoi fue interpretada a cappella luego de The One en la noche de apertura.

## Fechas
| Fecha                    | Ciudad        | País         | Recinto                          | Acto de apertura    | Entradas vendidas / disponibles | Recaudación |
| Europa                   | Europa        | Europa       | Europa                           | Europa              | Europa                          | Europa      |
| ------------------------ | ------------- | ------------ | -------------------------------- | ------------------- | ------------------------------- | ----------- |
| 18 de septiembre de 2018 | Newcastle     | Reino Unido  | Metro Radio Arena                | Sonic Yootha        | 7,579 / 9,842                   | $710,213    |
| 20 de septiembre de 2018 | Nottingham    | Reino Unido  | Motorpoint Arena                 | Sonic Yootha        | 7,722 / 8,000                   | $692,803    |
| 21 de septiembre de 2018 | Birmingham    | Reino Unido  | Genting Arena                    | Sonic Yootha        | 11,501 / 13,069                 | $1,077,040  |
| 22 de septiembre de 2018 | Bournemouth   | Reino Unido  | Bournemouth International Centre | Sonic Yootha        |                                 |             |
| 24 de septiembre de 2018 | Cardiff       | Reino Unido  | Motorpoint Arena                 | Sonic Yootha        |                                 |             |
| 26 de septiembre de 2018 | Londres       | Reino Unido  | The O2 Arena                     | Sonic Yootha        | 30,100 / 43,227                 | $3,368,900  |
| 27 de septiembre de 2018 | Londres       | Reino Unido  | The O2 Arena                     | Sonic Yootha        | 30,100 / 43,227                 | $3,368,900  |
| 28 de septiembre de 2018 | Londres       | Reino Unido  | The O2 Arena                     | Sonic Yootha        | 30,100 / 43,227                 | $3,368,900  |
| 30 de septiembre de 2018 | Glasgow       | Reino Unido  | SSE Hydro                        | Sonic Yootha        | 11,206 / 11,434                 | $1,041,470  |
| 1 de octubre de 2018     | Mánchester    | Reino Unido  | Manchester Arena                 | Sonic Yootha        | 10,716 / 13,811                 | $998,705    |
| 3 de octubre de 2018     | Liverpool     | Reino Unido  | Echo Arena                       | Sonic Yootha        | 8,114 / 10,079                  | $763,083    |
| 4 de octubre de 2018     | Leeds         | Reino Unido  | First Direct Arena               | Sonic Yootha        | 11,419 / 11,711                 | $1,022,690  |
| 8 de noviembre de 2018   | Bruselas      | Bélgica      | Cirque Royale                    | Sonic Yootha        |                                 |             |
| 9 de noviembre de 2018   | París         | Francia      | La Seine Musicale                | Sonic Yootha        |                                 |             |
| 10 de noviembre de 2018  | Zúrich        | Suiza        | Samsung Hall                     | Sonic Yootha        |                                 |             |
| 12 de noviembre de 2018  | Padua         | Italia       | Gran Teatro Heox                 | Sonic Yootha        | 3,835 / 4,200                   | $532,168    |
| 13 de noviembre de 2018  | Múnich        | Alemania     | Kulturhalle Zenith               | Sonic Yootha        |                                 |             |
| 14 de noviembre de 2018  | Viena         | Austria      | Gasometer                        | Sonic Yootha        |                                 |             |
| 18 de noviembre de 2018  | Frankfurt     | Alemania     | Jahrhunderthalle                 | Sonic Yootha        |                                 |             |
| 19 de noviembre de 2018  | Berlín        | Alemania     | Tempodrom                        | Sonic Yootha        |                                 |             |
| 20 de noviembre de 2018  | Colonia       | Alemania     | Palladium                        | Sonic Yootha        |                                 |             |
| 22 de noviembre de 2018  | Ámsterdam     | Países Bajos | AFAS Live                        | Sonic Yootha        | 4,058 / 5,000                   | $271,279    |
| 23 de noviembre de 2018  | Copenhague    | Dinamarca    | Royal Danish Theatre             | Sonic Yootha        |                                 |             |
| 24 de noviembre de 2018  | Hamburgo      | Alemania     | Mehr! Theater                    | Sonic Yootha        |                                 |             |
| 3 de diciembre de 2018   | Dublin        | Irlanda      | 3Arena                           | Sonic Yootha        | 7,606 / 12,256                  | $765,588    |
| 5 de diciembre de 2018   | Belfast       | Irlanda      | SSE Arena                        | Sonic Yootha        | 5,290 / 8,741                   | $480,665    |
| Australia                |               |              |                                  |                     |                                 |             |
| 5 de marzo de 2019       | Sídney        | Australia    | ICC Sydney Theatre               | Jake Shears         | 12,659 / 12,996                 | $1,401,030  |
| 6 de marzo de 2019       | Sídney        | Australia    | ICC Sydney Theatre               | Jake Shears         | 12,659 / 12,996                 | $1,401,030  |
| 9 de marzo de 2019       | Perth         | Australia    | Sir James Mitchell Park          | Jake Shears Hatchie |                                 |             |
| 11 de marzo de 2019      | Adelaida      | Australia    | Adelaide Entertainment Centre    | Jake Shears         |                                 |             |
| 11 de marzo de 2019      | Melbourne     | Australia    | Sidney Myer Music Bowl           | Jake Shears         |                                 |             |
| 16 de marzo de 2019      | Hunter Valley | Australia    | Bimbadgen                        | Jake Shears Hatchie |                                 |             |
| 17 de marzo de 2019      | Mount Cotton  | Australia    | Sirromet Wines                   | Jake Shears Hatchie |                                 |             |

## Conciertos cancelados
| Fecha                   | Ciudad           | País       | Local   | Razón                      |
| ----------------------- | ---------------- | ---------- | ------- | -------------------------- |
| 06 de noviembre de 2018 | Esch-sur-Alzette | Luxemburgo | Rockhal | Conflictos de programación |